# Chris Ryan
Chris Ryan, britanski vojak in operativec, * 1961.
Ryan je bil leta 1991 med zalivsko vojno pripadnik Patrulje za nadzor ceste, ko je patrulja padla v iraško zasedo.
V boju se je ločil od svoje enote, nakar je v osmih dneh in sedmih nočeh prehodil 300 kilometrov čez puščavo v Sirijo; vodo in hrano je porabil že prvi dan.